# Cancer colorectal héréditaire sans polypose
Le cancer colorectal héréditaire sans polypose (HNPCC) est un cancer du côlon associé au  syndrome de Lynch (de type I). Ce syndrome de Lynch, lorsqu'il est de type II, est aussi associé à d'autres types de cancer que celui du côlon : cancer de l'endomètre, de l'ovaire, de l'estomac, de l'intestin grêle, du foie, de l'appareil urinaire supérieur, du cerveau et de la peau.
Les personnes porteuses de ce syndrome ont un risque de 10 % avant 50 ans et 40 % avant 70 ans de développer un cancer du côlon dont les deux tiers surviennent sur le côlon droit avec un âge moyen de diagnostic de 44 ans.

## Incidence et prévalence
5 % des cancers colorectaux sont des formes familiales avec anomalie génétique identifiée (15% de formes familiales au total, dont 10% sans gène identifié), soit par polypose adénomateuse familiale (1 %), soit par syndrome de cancer colique sans polypose (syndrome de Lynch) (4 %). La probabilité de développer un cancer de ce type chez un porteur d'une mutation sur le gène MLH1 (en) ou MSH2 (en) est comprise entre 35 et 50 % avant 70 ans. Elle est de l'ordre de 20 % chez les porteurs d'une mutation sur le MSH6.
Le syndrome de Lynch est également la cause la plus fréquente des formes familiales de cancer de l'endomètre (corps de l'utérus) avec un risque de survenue compris entre 40 et 60 % de ce type de cancer durant la vie, chez ces patientes.

## Causes
Les causes du syndrome HNPCC sont génétiques. elles sont dues à des mutations sur les gènes MMR (Mismatch repair), c’est-à-dire les gènes impliqués dans la réparation des erreurs de réplication de l'ADN.
Ces gènes sont :
| Gène | Chromosome |
| ---- | ---------- |
| MLH1 | 3p21.3     |
| MSH2 | 2p22-p21   |
| MSH6 | 2p16       |
| PMS2 | 7p22       |

La mutation est autosomale dominante et augmente de façon importante la prédisposition au cancer du côlon.

## Diagnostic
La découverte d'un syndrome HNPCC ne peut être corrélée qu'à un dépistage génétique en coordination avec l'étude du passé médical familial.
| Critère d'Amsterdam                                                                                     | Critère d'Amsterdam modifié |
| --- | --- |
| Trois membres de la famille atteints de cancer du colon dont un au premier degré par rapport aux autres | Trois membres de la famille atteints de cancer colorectal héréditaire sans polypose dont un au premier degré par rapport aux autres |
| Deux générations successives atteintes                                                                  | Deux générations successives atteintes                                                                                              |
| Un des cancers diagnostiqué avant l'âge de 50 ans.                                                      | Un des cancers HNPCC avant l'âge de 50 ans.                                                                                         |
| Absence de polypose colique dans la famille                                                             | Absence de polypose colique dans la famille                                                                                         |

Le diagnostic clinique, hors déclaration de cancer avéré, ne peut se faire que par coloscopie. L'ajout d'un colorant carmin d'indigo diminue le risque pour le praticien de passer à côté d'une tumeur HNPCC.
Hors cadre HNPCC familial, la prévalence est celle de la population normale.
En cas de diagnostic génétique clairement prouvé sur une personne ayant eu un cancer du côlon et ayant trois sujets atteints dans la famille, un dépistage génétique peut être envisagé, après consultation avec un généticien. Une simple prise de sang permet de confirmer la mutation ou non. Cependant un suivi psychologique peut être envisagé en fonction du patient.

## Traitement & prise en charge
Il n'existe pas de traitement actuel pour le syndrome HNPCC. Seule la prévention permet de détecter précocement le cancer du côlon.
Une coloscopie avec un marquage à l'indigo carmin est suffisant si elle est pratiquée tous les 2 ans.
La coloration à l'indigo carmin permet une détection plus aisée des polypes plan.
Plusieurs voies de recherche pour des traitements sont en cours d'études, tels que le vaccins contre le HNPCC.
L'aspirine ne semble pas avoir d'effet préventif à court terme (moins de 2 ans), mais au delà de cinq ans, elle permet une diminution significative du risque de survenue d'un cancer colique.
Quant aux traitements du cancer du côlon, plusieurs stratégies sont possibles :
- 5FU : (5 fluorouracile): administré dans 90 % des cas de cancer colorectal. Inefficace en l'absence d'un système MMR normal
- Cisplatine : inefficace en l'absence d'un système MMR normal
- Oxaliplatine : a priori efficace même en l'absence de système MMR normal
- Irinotécan (inhibiteur des topoisomérases de type I) : a priori efficace même en l'absence de système MMR normal

De plus il est possible d'associer plusieurs drogues en même temps : Folfox (Acide folinique, 5FU et oxaliplatine)… ce qui accroît les chances de rémission du patient.

## Diagnostic génétique
Lors d'un cancer du côlon avec un passé familial évident, la tumeur retirée du patient est alors fixée au formol et incluse en blocs de paraffine avant d'être coupée en fines tranches étalées sur une lame de verre. Les fragments de tumeur ainsi préparés peuvent être conservés pendant plusieurs années. De ces blocs, on peut extraire l'ADN des cellules tumorales. Sur cet ADN, en premier lieu, on étudie la stabilité de microsatellites définis selon des critères internationaux.
Il existe deux statuts possibles :
- MSI-L (en anglais : MicroSatellite Instability Low) : les microsatellites sont soit tous stables ou très peu instables.
- MSI-H (MicroSatellite Instability High) : les microsatellites sont très instables.

Par convention, un patient est défini MSI-H quand 40 % des microsatellites sont instables.
Les microsatellites sont des courtes séquences d'ADN des chromosomes formées de la répétition d'un motif lui-même constitué de une à quatre bases. Les plus étudiés sont les répétitions (CA)n. Très polymorphes, ce sont de bons marqueurs pour la cartographie génétique.
Les microsatellites étudiés sont :
- BAT25
- BAT26
- NR40
- D5S346
- D2S123
- D17S250
- NR21
- NR22
- NR24

Bat25 et BAT26 sont des répétitions mononucléotidiques et sont quasimonomorphes. Les microsatellites instables sont ceux dont la réplication des séquences répétées s'est mal déroulée. L'ADN polymérase a des difficultés à répliquer des répétitions de nucléotides en particulier les Poly A. Si la protéine MLH1 ou MSH2 est mutée, il n'y a pas de correction des erreurs de la réplication de l'ADN. En règle générale, les séquences de microsatellite sont raccourcies.
Selon les écoles et les différents avis des biologistes, seuls 5 microsatellites peuvent suffire à définir un statut MSI-H.
Selon une publication de Richard Hamelin, Multipopulation Analysis of Polymorphisms in Five Mononucleotide Repeats Used to Determine the Microsatellite Instability Status of Human Tumors, seuls BAT25, BAT26, NR21, NR24 et NR27 suffisent à définir le statut MSI.
Quand un patient est MSI-H, en règle générale on lance le séquençage du gène hMLH1 et hMLH2 en premier, car ce sont les gènes les plus souvent mutés.
La localisation du gène MLH1 est en 3p21.3, c’est-à-dire sur le petit bras du chromosome 3. Il est composé de 19 exons et 18 introns. Il fait 57 359 paires de bases. On compare alors le gène d'origine tumorale à un gène de référence.

## Autres atteintes
Les femmes porteuses de ce syndrome ont un risque de 20 à 60 % de développer un cancer de l'endomètre avec un âge moyen de diagnostic de 46 ans. Le cancer de l'ovaire apparaît dans un tiers des cas avant 40 ans.
Il existe également un risque multiplié par 9 de développer un cancer du pancréas.